# Liv Lisa Fries
Liv Lisa Fries (31. října 1990, Berlín) je německá filmová a divadelní herečka známá především jako Charlotte Ritter ze seriálu Babylon Berlín.

## Život
Fries vyrůstala v berlínské místní části Pankow. Během studií vyrazila na výměnný pobyt do čínského Pekingu, mluví proto kromě němčiny a angličtiny také mandarínsky. Odmaturovala v roce 2010 na místním gymnáziu, později začala docházet na hodiny filozofie a německé filologie, s prvními rolemi ale studium opustila. Po hereckém úspěchu se rozhodla přestěhovat do nejmenované vesnice v Braniborsku, kde se věnuje oblíbenému hobby, kterým je jízda na koni.

## Kariéra
Na hereckou dráhu se chtěla vydat již od 14 let, kdy poprvé viděla francouzský film Leon. Po filmovém debutu v roce 2002 hrála ve více než čtyřiceti televizních a filmových rolích, mimo jiné ve filmu Náš vůdce (Die Welle). Hlavní ústřední roli získala v roce 2016, kdy byla obsazena do připravovaného nákladného televizního seriálu ze 30. let 20. století Babylon Berlín. Nejdražší německý seriál z období Výmarské republiky ji umožnil zahrát si roli Charotte Ritter, která se z obyčejné dívky z ulice vypracuje na vyšetřovatelku berlínské policie. Jejím nejnovějším filmem je snímek Mit Liebe, Eure Hilde (S láskou, Vaše Hilde), uvedený na filmovém festivalu v Berlíně v roce 2024, kde ztvárnila antifašistickou bojovnici.

## Filmografie (výběr)
- 2008 – Guter Junge
- 2008 – Náš vůdce
- 2010 – Sie hat es verdient (TV film)
- 2011 – Romeo a Romeo (Romeos)
- 2012 – Sněženka a Růženka (Schneeweißchen und Rosenrot)
- 2013 – Staudamm
- 2013 – Und morgen Mittag bin ich tot
- 2017 – Rakete Perelman
- 2017–2025: Babylon Berlin
- 2021 – Zpověď hochštaplera Felixe Krulla
- 2022 – Mnichov: na prahu války
- 2023 – Freud vs. Lewis: Poslední sezení
- 2024 – Kafka (seriál)
- 2024 – S láskou, Vaše Hilde

## Ocenění
- 2012 – Nejlepší mladá herečka za film Sie hat es verdient (Goldene Kamera Awards)
- 2014 – Nejlepší mladá herečka za film Und morgen Mittag bin ich tot (Bayerischer Filmpreis)
- 2014 – Nejlepší mladá herečka za film Und morgen Mittag bin ich tot (Max-Ophüls-Preis)
- 2014 – Nejlepší herečka za film Und morgen Mittag bin ich tot (Deutscher Regiepreis Metropolis)
- 2015 – Nejlepší herečka za film Und morgen Mittag bin ich tot (Preis der deutschen Filmkritik)
- 2018 – Grimme-Preis za Babylon Berlin (cenu získali všichni, kteří se významně podíleli na produkci seriálu, včetně všech tří hlavních herců)